# 올챙이

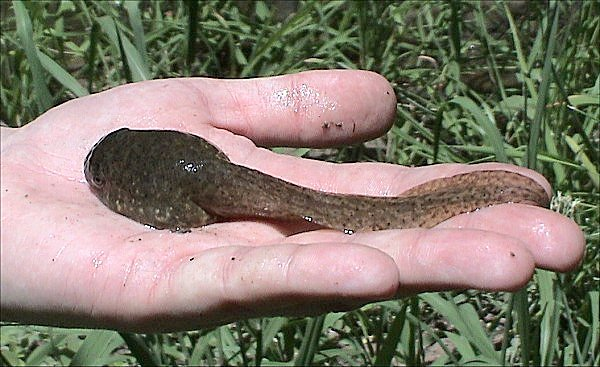
황소개구리의 올챙이

올챙이는 개구리목 따위의 양서류의 삶의 순환 속에서 전적으로 물의 유생을 두루 일컫는 낱말이다. 올창이가 역행동화(움라우트)현상으로 올챙이로 바뀌었는데, 표준어로 인정받고 있다.
동물성, 식물성 먹이를 먹고 자란다. 논을 비롯한 연못에서 볼 수 있다. 미꾸라지, 게아재비, 학배기(잠자리 애벌레) 등이 올챙이의 천적이다. 그밖의 올챙이의 천적으로는 물방개가 있다.
몸은 원모양에 가깝고 다리는 없으며 꼬리가 발달해 있다. 몸은 머리와 배, 그리고 꼬리로 구별할 수 있지만 머리와 배는 눈으로 쉽게 구별하기 힘들다. 배는 크게 부풀어 올라와 있다. 꼬리는 좌우로부터 납작하고 끝이 날카롭다.
올챙이는 전 세계의 일부 지역에서 먹으며, 민간 설화에 언급될뿐 아니라 고대 이집트 숫자의 기호로도 사용된다.

## 기르기
알이 깨면 어항의 물을 3-4cm 정도의 깊이가 되게 한다. 알에서 막 깨어난 올챙이는 먹이가 필요 없다. 그리고 덩치가 커지면 데친 시금치나 가다랭이포, 닭간 따위를 잘게 썰어서 준다. 2-3일에 한 번은 살아 있는 파리, 장구벌레, 물벼룩 등을 준다. 배설물이나 먹다 남긴 먹이를 치워 어항을 깨끗하게 해 주어야 한다. 한 어항에서 기르는 올챙이의 숫자는 10마리 정도가 적당하다.

## 사진첩

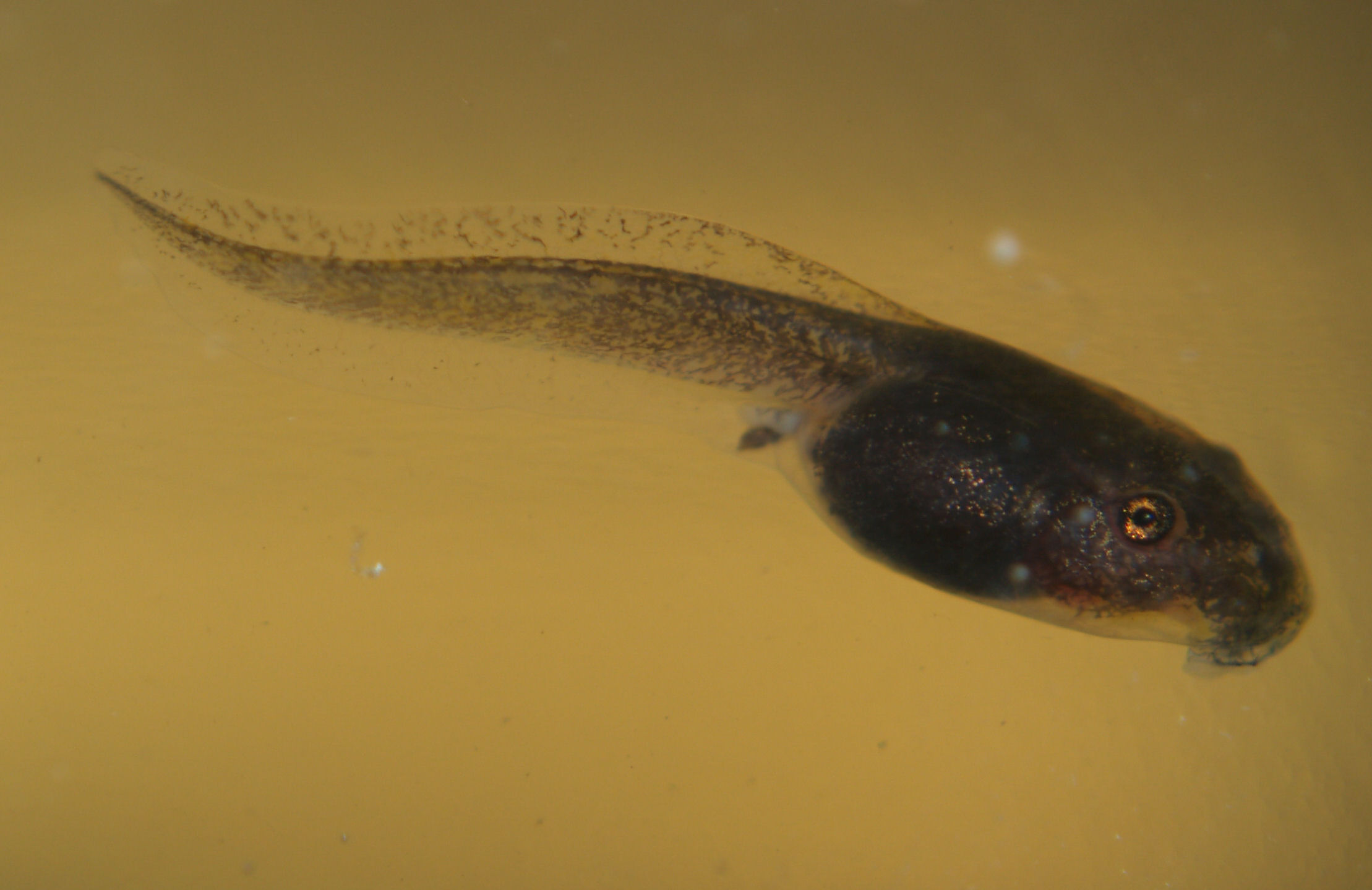
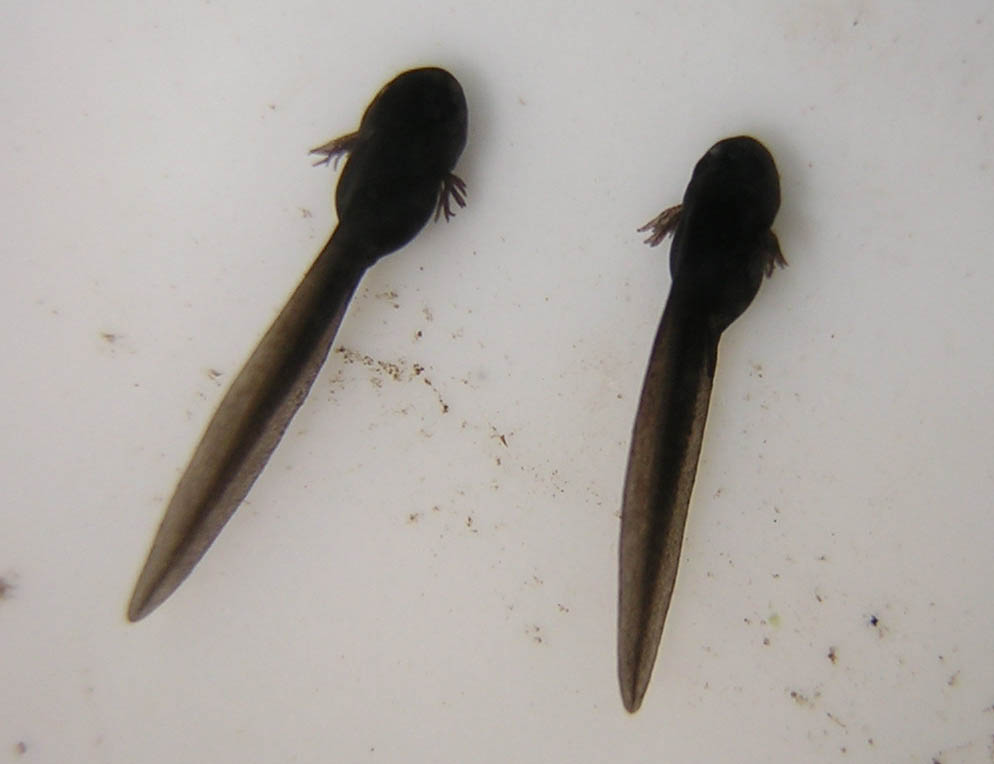
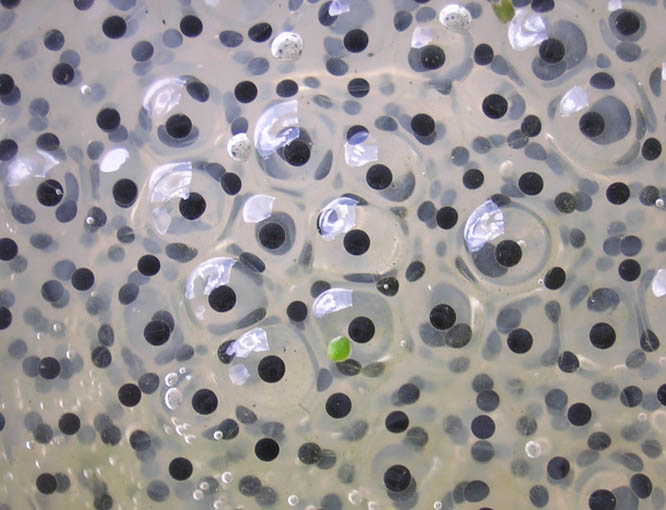
올챙이는 알에서 태어난다

## 같이 보기
- 개구리